# Johann Georg von Holstein

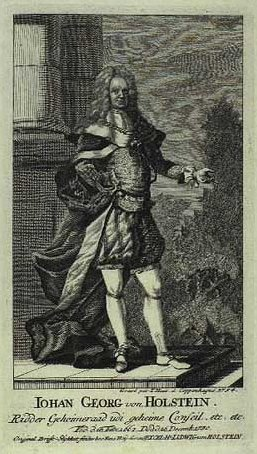
Porträt von Johann Georg von Holstein

Johann Georg von Holstein (* 16. Februar 1662 in Möllenhagen; † 26. Dezember 1730 in Kopenhagen) war ein hoher deutschstämmiger Beamter im dänischen Staatsdienst. Unter anderem war er Oberlanddrost in Oldenburg und Delmenhorst sowie Geheimer Rat.

## Leben

### Herkunft
Holstein war der jüngere Sohn des adligen Gutsherrn Johann von Holstein zu Möllenhagen, Speck und Groß Luckow (1618–1675) aus dem Hause Möllenhagen des mecklenburgischen und pommerschen Adelsgeschlechts Holstein und dessen Frau Sophie Hedwig geb. von Petersdorff (1629–1693). Das Adelsgeschlecht Holstein brachte im 17. und 18. Jahrhundert mehrere führende Beamte des dänischen Staates hervor. Ulrich Adolph von Holstein (1664–1737), späterer dänischer Lehnsgraf und von 1721 bis 1730 dänischer Kanzler, war sein Vetter und gleichzeitig mit ihm in Kopenhagen tätig.

### Laufbahn
Nach dem Studium der Rechtswissenschaft an der Universität Rostock und einer anschließenden Bildungsreise durch England, Holland und Frankreich wurde Holstein Kammerjunker zunächst am mecklenburgischen Hof in Schwerin und trat ab 1688 in dänische Dienste, wo er in gleicher Funktion am Hof in Kopenhagen tätig war. Dort stieg er rasch auf. 1693 wurde er Hofmeister des Königs Christian V. Drei Jahre später übernahm er am 11. Juni 1696 das Amt des Landdrosten im Ammerland in der zu Dänemark gehörenden Grafschaft Oldenburg. Weiterhin verwaltete er das Amt Apen, die Vogtei Zwischenahn und später auch das Amt Neuenburg mit den Vogteien Bockhorn und Zetel.
Inzwischen Etatsrat, wurde er am 16. Dezember 1699 zum Oberlanddrosten der dänischen Grafschaften Oldenburg und Delmenhorst ernannt. Er gab dieses Amt gegen Ende des Jahres 1705 nach Auseinandersetzungen mit Christoph Gensch von Breitenau, dem Präsidenten der General-Landes-Commission und Führer der Landmiliz, und dem Gouverneur Gustav Wilhelm von Wedel in den Grafschaften wieder auf. Ab Januar 1706 war er, teils als Hofmeister des Kronprinzen, des späteren Königs Christian VI., teils als Deputierter der Finanzen, in Kopenhagen tätig. Auch wenn es Differenzen über den Wiedereintritt Dänemarks in den Großen Nordischen Krieg 1709 gab, übte er auch einen großen Einfluss auf den derzeitigen dänischen König Friedrich IV. aus.
Holstein lehnte den Wiedereintritt Dänemarks in den Krieg eigentlich ab, befürwortete aber die Besetzung des herzoglichen Anteils Schleswigs durch Dänemark. Den zunehmenden Gegensatz zu Russland, von dem aus die herzoglichen Anteile Schleswigs und Holsteins regiert wurden, wollte er mit einer Annäherung an England ausgleichen. Wiederholt wurde er ausgewählt, als Unterhändler die Interessen Dänemarks zu vertreten. 1712 wurde er zum Geheimen Rat und Mitglied des Conseils ernannt, 1713 folgte die Ernennung zum Amtmann des Amtes Tondern. Holstein, der wie viele der nach Dänemark eingewanderten Deutschen Pietist war, wurde außerdem noch zum Vorsitzenden des neugegründeten Königlichen Missionskollegiums berufen. 1705 wurde er mit dem Dannebrogorden und 1722 mit dem höchsten dänischen Orden, dem Elefanten-Orden, ausgezeichnet.
Holstein wurde in der St.-Petri-Kirche in Kopenhagen bestattet.

## Familie
Holstein war zweimal verheiratet. Am 2. Mai 1693 heiratete er Ida Frederikke Joachime von Bülow (1677–1725), die Tochter des Kammerherrn und Generaladjutanten Christian Bülow (1643–1692) und dessen Ehefrau Ollegaard geb. Barnewitz (1653–1729). Nach ihrem Tod heiratete Holstein am 5. November 1727 Charlotte Amalie von Plessen (1686–1740), die Witwe des dänischen Feldmarschalls und Generalgouverneurs von Vorpommern und Rügen Jobst Scholten und Tochter des Generalleutnants Samuel Christoph von Plessen und der Catherine Margarethe Elisabeth, geborene von Dalwig (1654–1726).
Aus der ersten Ehe entstammten die Söhne Johan Ludvig (1694–1763), der später ebenfalls dänischer Geheimrat wurde und bis zum Kanzler aufstieg, Carl (1700–1763), unter anderem dänischer Sondergesandter in St. Petersburg, und Frederik Vilhelm von Holstein (1703–1767), der seinem Vater als Amtman von Tondern nachfolgte.